# Colobothea sexualis
Colobothea sexualis är en skalbaggsart som beskrevs av Thomas Casey 1913. Colobothea sexualis ingår i släktet Colobothea och familjen långhorningar.
Artens utbredningsområde är Honduras. Inga underarter finns listade i Catalogue of Life.